# ربع سینوسی

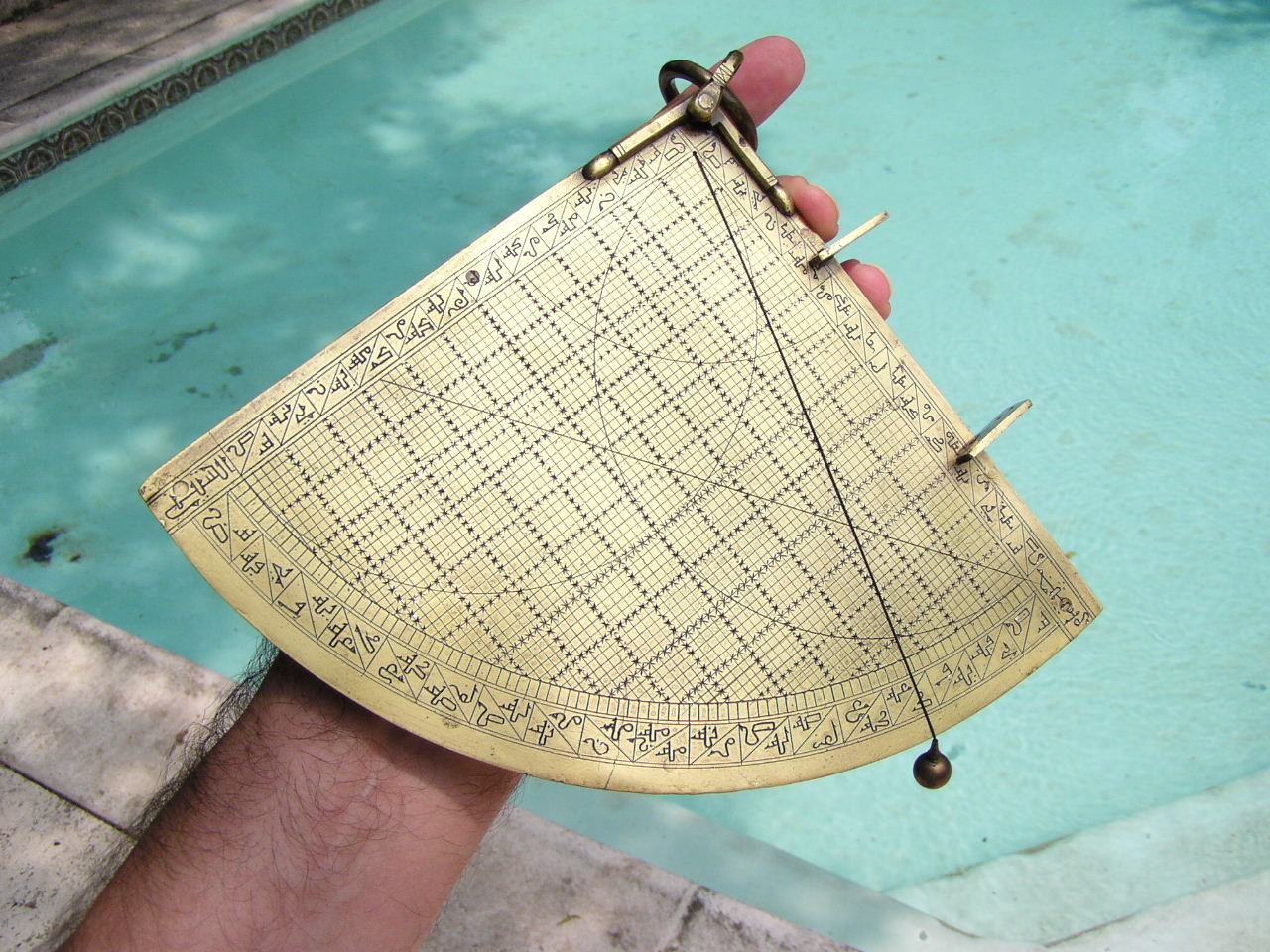
ربع سینوسی یا به بیان عربی: ربع المجیب

ربع سینوسی (عربی: Rub‘ul mujayyab ,الربع المجیب‎، که گاهی به عنوان «ربع سینوسی» شناخته می‌شود، نوعی ربع بوده‌است که توسط ستاره شناسان قرون وسطی استفاده می‌شد. این ابزار می‌توانست برای اندازه‌گیری زوایای آسمانی، گفتن زمان، یافتن جهت‌ها، انجام محاسبات مثلثاتی یا تعیین موقعیت‌های ظاهری هر جرم آسمانی برای هر زمان استفاده شود. نام آن از کلمه عربی rub به معنای یک ربع (چارک) و mujayyab به معنای علامت گذاری شده با سینوس گرفته شده‌است. گفته می‌شود محمد بن موسی خوارزمی در قرن نهم بغداد آن را ابداء کرده و در سراسر ممالک اسلامی قرون وسطی برای تعیین زمان مناسب برای نماز اسلامی استفاده می‌شد.

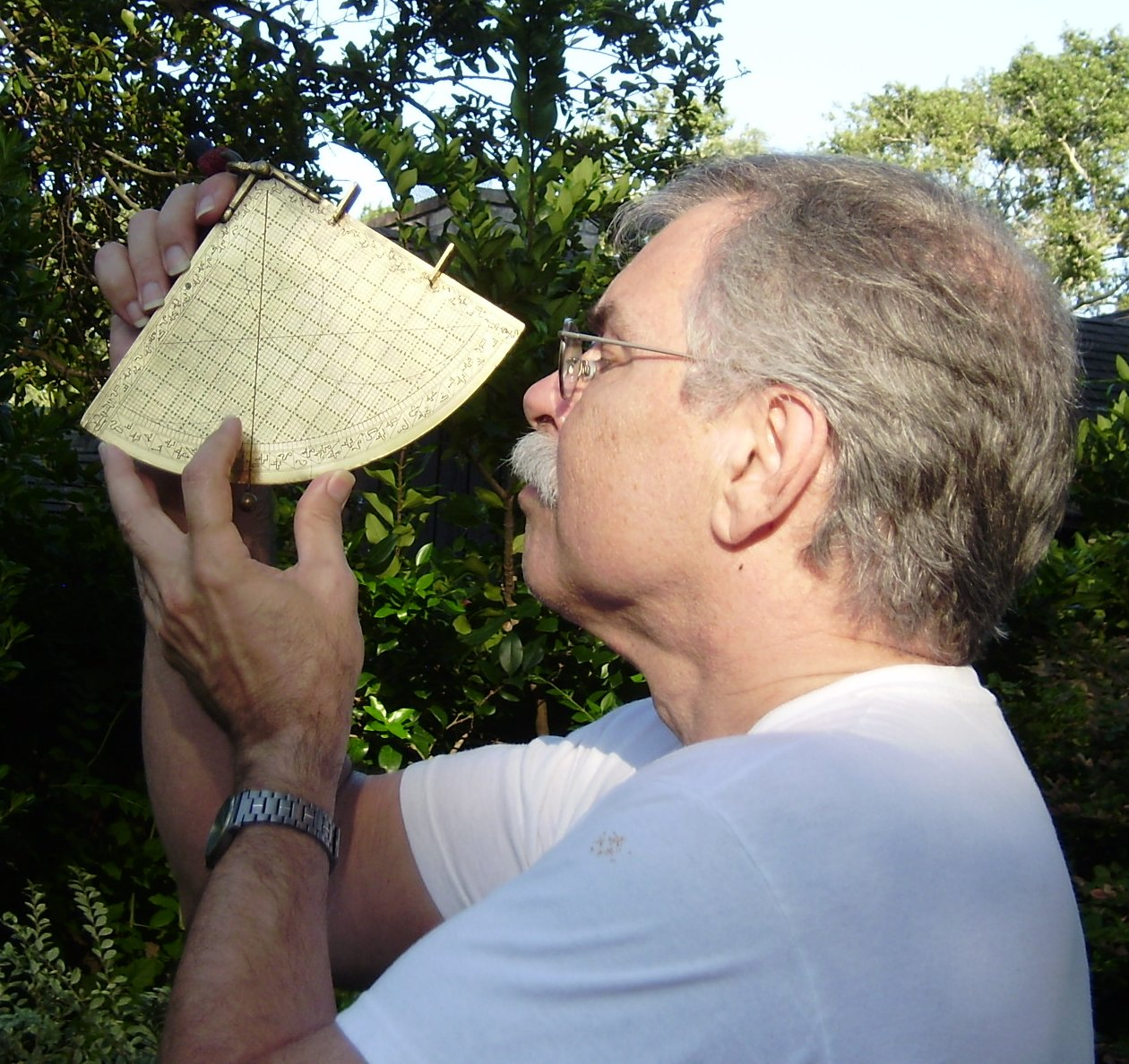
استفاده از ربع سینوسی برای اندازه‌گیری ارتفاع یک جرم آسمانی. به انگشت اشاره دست چپ توجه کنید که به محض کامل شدن دید ستاره آماده است تا بند ناف را به ربع سنجاق کنید.